# Красноярский район (Саратовская область)
Красноярский район — административно-территориальная единица, существовавшая в РСФСР в 1941—1956 годах. 

Административный центр — село Красный Яр.

## История
После издания Указа Президиума Верховного Совета СССР от 28 августа 1941 года «О переселении немцев, проживающих в районах Поволжья» Указом Президиума Верховного Совета СССР от 7 сентября 1941 года «Об административном устройстве территории бывшей республики немцев Поволжья» Красноярский кантон бывшей АССР Немцев Поволжья был включён в состав Саратовской области как Красноярский район.
В состав Красноярского района входили следующие сельские Советы депутатов трудящихся (по состоянию на 1 ноября 1942 года):
- Бобровский
- Звонаревский
- Красноярский
- Ленинский
- Липовский
- Луговской
- Осиновский
- Подстепновский
- Раскатовский
- Старицкий
- Усть-Караманский
- Фурмановский

По состоянию на 1 января 1955 года в Приволжском районе было 6 сельских советов:
- Бобровский
- Звонаревский
- Красноярский
- Ленинский
- Липовский
- Фурмановский

В июле 1956 года Указом Президиума Верховного Совета РСФСР Красноярский район был упразднен, часть сельсоветов была включена в состав Марксовского района Саратовской области (Бобровский, Звонаревский и Фурмановский сельские советы) и Терновского района Саратовской области (Красноярский, Ленинский и Липовский сельские советы).